# Grevilleoideae
Grevilloideae
Sous-famille
Classification APG II (2003)
Les Grevilleoideae sont une sous-famille de plantes à fleurs de la famille des Proteaceae. Principalement localisée dans l'hémisphère sud, elle comprend environ 44 genres et environ 950 espèces. Parmi ces genres, on peut citer Banksia, Grevillea et Macadamia.

## Description
Les Grevilleoideae se présentent sous la forme d'arbres, d'arbustes ou d'arbrisseaux. Elles sont très variables, rendant impossible l'établissement d'une clé d'identification simple de la sous-famille. Un des caractères communs et assez spécifique est la disposition des fleurs par paires qui partagent une bractée commune. Cependant, quelques taxons des Grevilleoideae ne partagent pas cette propriété, ayant des fleurs solitaires ou des inflorescences de fleurs non appariées. Chez la plupart des taxons, les fleurs sont rassemblées en capitules ou épis très denses et le fruit est un follicule.

## Distribution et habitat
Les Grevilleoideae sont principalement originaires de l'hémisphère sud. Le principal centre de diversité est l'Australie, où l'on trouve 700 des 950 espèces. Il y a, de façon assez surprenante, peu de taxons de Grevilleoideae en Afrique du Sud ; la plupart des taxons de Proteaceae y appartiennent à la sous-famille des Proteoideae.

## Taxonomie

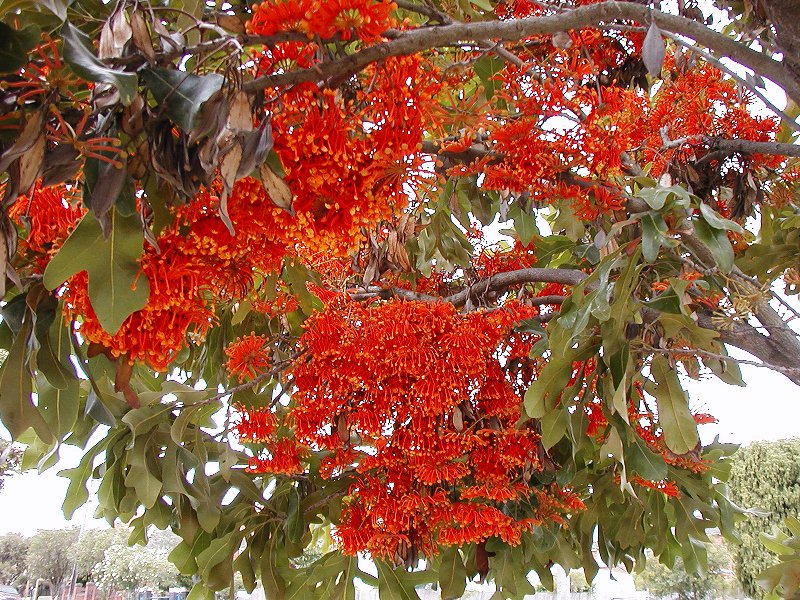
Stenocarpus sinuatus.

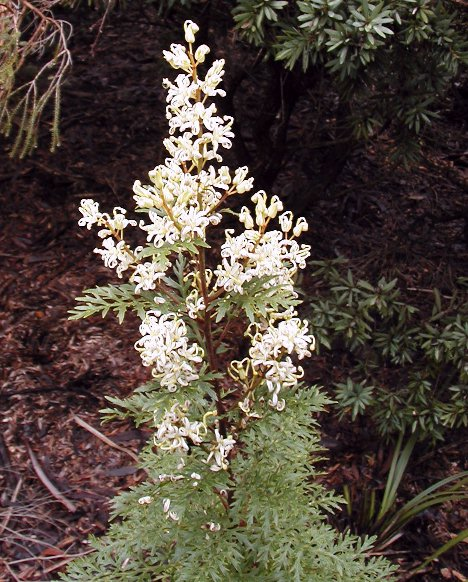
Lomatia silaifolia.

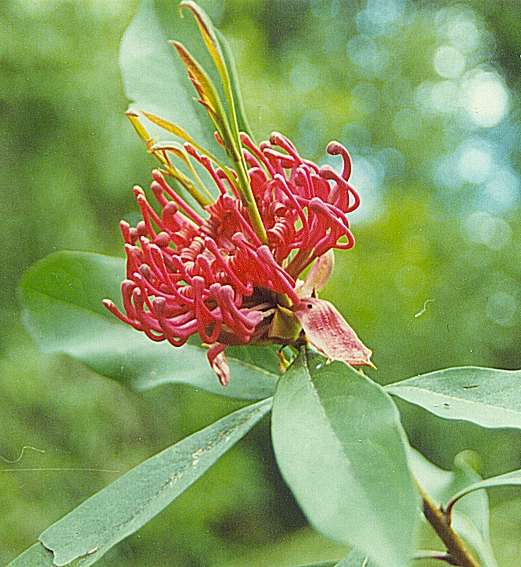
Telopea oreades.

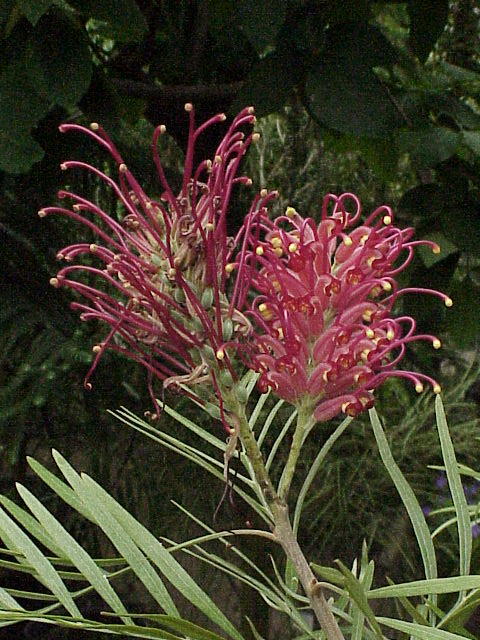
Grevillea banksii.

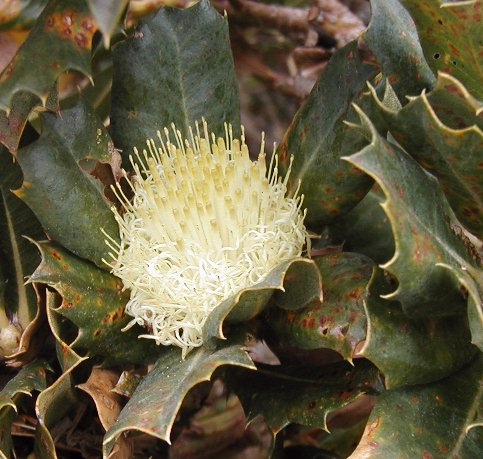
Dryandra sessillis.

Le cadre de la classification des Proteaceae fut établie en 1975 par L. A. S. Johnson et Barbara Briggs. Cette classification a été quelque peu affinée au cours des trois décennies suivantes, conduisant à un arrangement assez stable et largement acceptée. Les Grevilleoideae sont l'une des sept sous-familles de Proteaceae, dont cinq sont très petites ; les Grevilleoideae et les Proteoideae rassemblent la majorité des espèces.
Les Grevilleoideae sont subdivisées en tribus, sous-tribus et genres de la manière suivante :
Sous-famille Grevilleoideae
Tribu des Oriteae
Genre Orites
Genre Neorites
Genre Megahertzia
Tribu des Knightieae
Sous-tribu des Knightiinae
Genre Darlingia
Genre Eucarpha
Genre Knightia
Sous-tribu Cardwelliinae
Genre Cardwellia
Tribu des Embothrieae'
Sous-tribu des Stenocarpinae
Genre Strangea
Genre Stenocarpus
Sous-tribu des Buckinghamiinae
Genre Buckinghamia
Genre Opisthiolepis
Sous-tribu des Lomatiinae
Genre Lomatia
Sous-tribu des Embothriinae
Genre Alloxylon
Genre Embothrium
Genre Oreocallis
Genre Telopea
Tribu Helicieae
Sous-tribu des Hollandaeinae
Genre Hollandaea
Sous-tribu des Heliciinae
Genre Helicia
Genre Xylomelum
Sous-tribu des Triuniinae
Genre Triunia
Tribu Macadamieae
Sous-tribu des Gevuininae
Genre Euplassa
Genre Gevuina
Genre Sleumerodendron
Genre Turrillia
Sous-tribu des Hicksbeachiinae
Genre Malagasia
Genre Hicksbeachia
Genre Athertonia
Genre Virotia
Genre Catalepidia
Genre Heliciopsis
Sous-tribu des Floydiinae
Genre Floydia
Sous-tribu des Macadamiinae
Genre Macadamia
Genre Panopsis
Genre Brabejum
Sous-tribu des Lambertiinae
Genre Lambertia
Sous-tribu des Roupalinae
Genre Roupala
Genre Kermadecia
Tribu des Grevilleeae
Genre Grevillea
Genre Hakea
Genre Finschia
Tribu des Banksieae
Sous-tribu des Musgraveinae
Genre Musgravea
Genre Austromuellera
Sous-tribu des Banksiinae
Genre Banksia
Genre Dryandra
Genre Banksieaephyllum (pour les feuilles fossiles organiquement conservées cohérentes avec la sous-tribu des Banksiinae mais qui ne peuvent pas être attribuées plus précisément.)
Genre Banksieaeformis (pour les feuilles fossiles architecturalement cohérentes avec la tribu desBanksieae mais pour lesquelles aucune cuticule de feuille n'a été conservée.)
Genre Banksieaeidites (pour le pollen fossile cohérent avec la sous-tribu des Banksiinae mais qui ne peuvent pas être attribuées plus précisément.)

## Utilisation

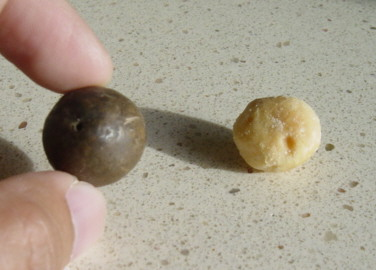
Noix comestibles de Macadamia

De nombreuses espèces de Grevilleoideae sont cultivées en pépinières, comme plantes de barrière et pour leurs fleurs et leur feuillage développés et caractéristiques. Certaines espèces sont importantes pour la fleur coupée, en particulier des espèces de Banksia et de Dryandra. Deux espèces du genre Macadamia font l'objet de cultures commerciales pour leurs noix comestibles.